# Дигидрокортизол
Дигидрокортизол (5α-дигидрокортизол, 5α-ДГК, гидраллостан или аллодигидрокортизол) — метаболит кортизола, образующийся при участии фермента 5α-редуктазы. 5α-ДГК может далее метаболизироваться в 3α,5α-тетрагидрокортизол с помощью 3α-гидроксистероид дегидрогеназы. Он, в частности, присутствует в водянистой влаге глаза, вырабатываясь в хрусталике глаза и участвуя в регулировании образования водянистой влаги, 5α-дигидрокортизол действует как слабый минералокортикоид и может потенцировать действие альдостерона.